# 北德比 (英國國會選區)

選區在德比郡的位置

北德比（英語：Derby North），英國國會一自治市選區，位於德比郡東北部，包括德比中北部七個地方選區。
本區始設於1950年，多數時間是工黨的根據地。保守黨只是在1983至1997年間勝出過。在2010年大選中克里斯·威廉姆森以33.0%選票首次當選。